# Boccia (Special Olympics)

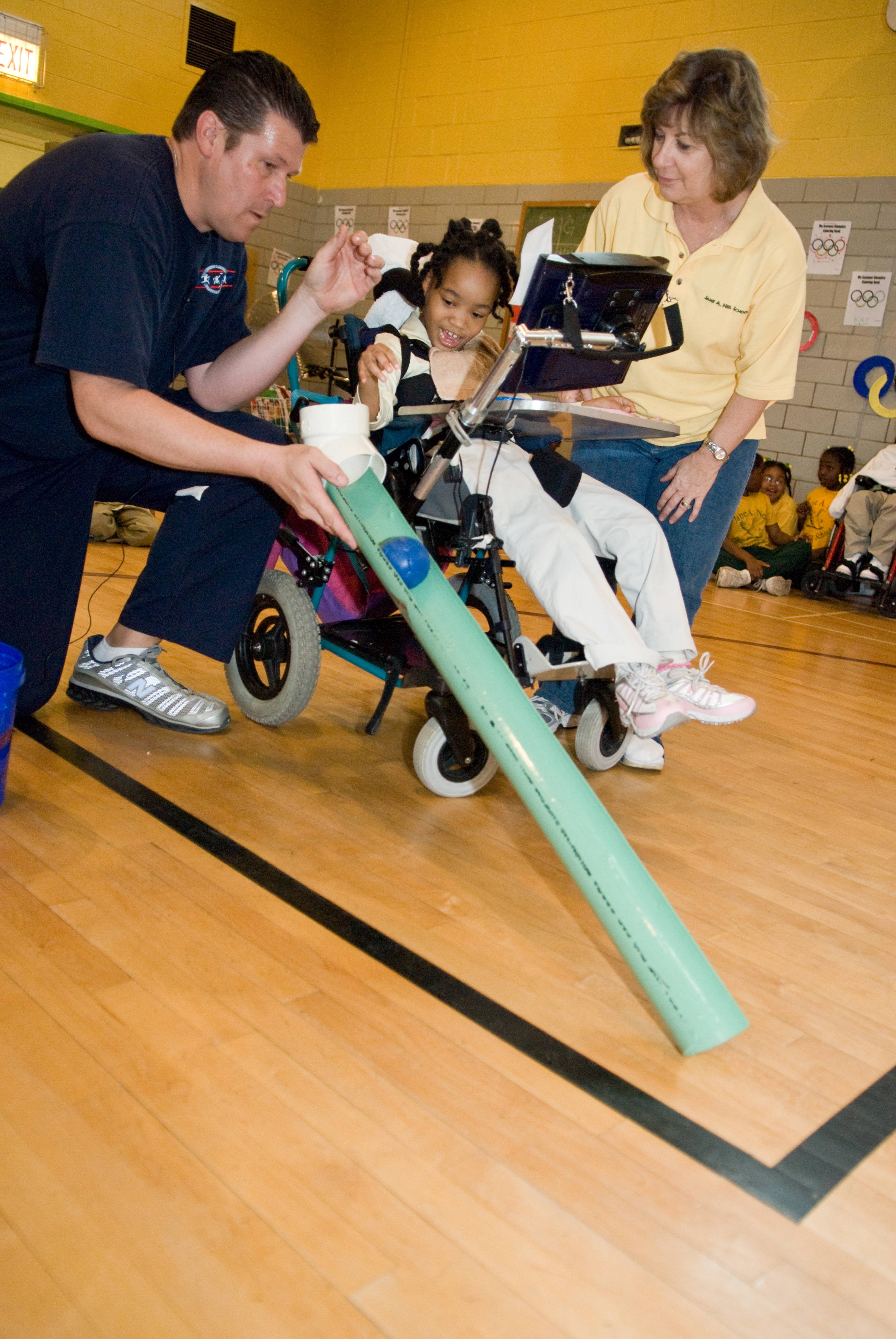
Rampe als Hilfsmittel beim Boccia

Boccia (Special Olympics) orientiert sich an Boccia beziehungsweise Boule und ist eine bei Special Olympics sehr weit verbreitete Sportart. Sie ist für Athletinnen und Athleten mit eingeschränkter Mobilität gut geeignet. Jeder Athlet bzw. jedes Team hat vier Kugeln. Diese müssen die Teammitglieder auf dem Boden möglichst nah an eine kleinere Zielkugel, den Pallino, heranwerfen beziehungsweise die gegnerischen Kugeln vom Pallino wegschießen. Damit möglichst leistungshomogene Wettbewerbsgruppen gebildet werden können, werden vor Beginn der Wettkämpfe Klassifizierungsdurchläufe durchgeführt. Diese bestimmen, in welcher Gruppe man startet.

## Ausstattung
Boccia ist die italienische Variante des französischen Kugelspiels Boule. Trotz der Bezeichnung sind die Regeln bei Special Olympics stärker an Boule orientiert als an Boccia.

### Boccia-Kugeln

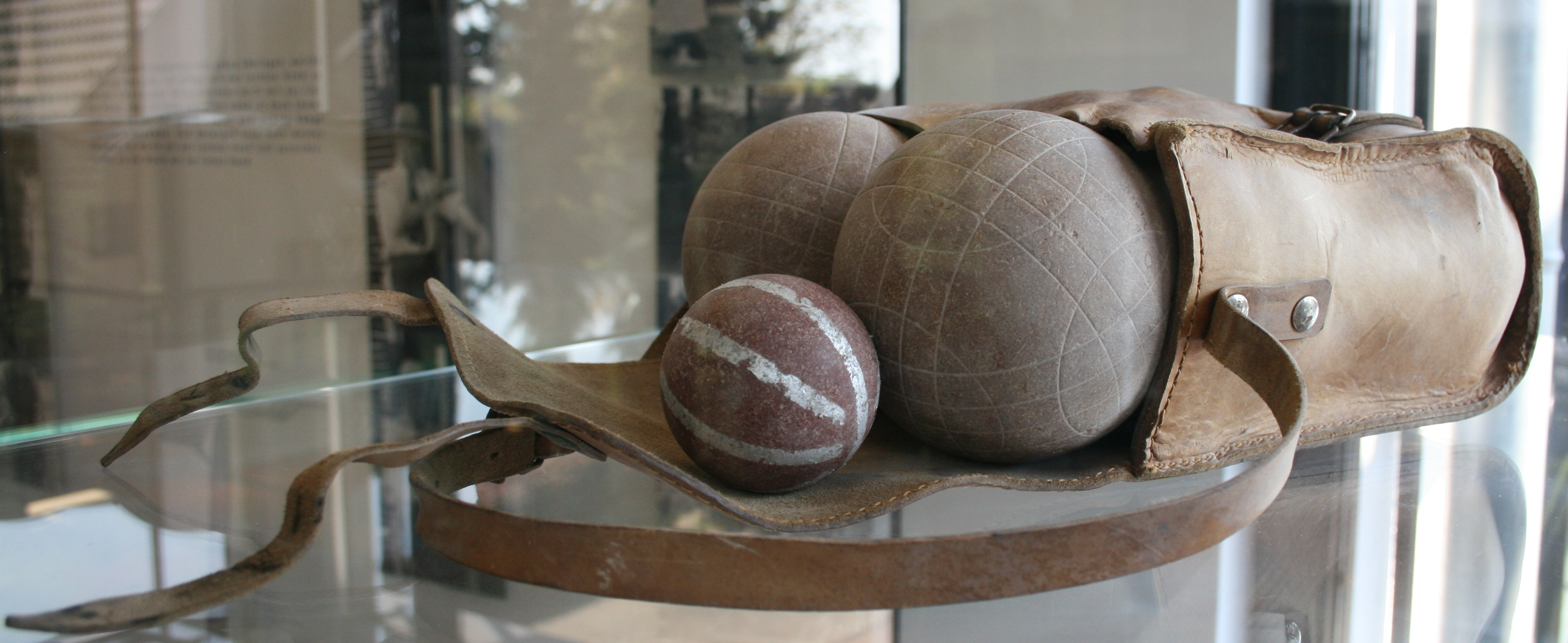
Größenverhältnis von Pallino und Bocciakugeln

Boccia-Kugeln gibt es aus Kunststoff, Metall und Holz. Der Durchmesser bewegt sich zwischen 10,7 und 10,9 Zentimetern, wobei alle Kugeln in einem Spiel gleich groß sein müssen. Die Kugeln der gegnerischen Teams bzw. Spieler müssen klar unterscheidbare Farben haben, es sind aber keine bestimmten Farben festgelegt. Die kleinere Zielkugel, der Pallino, hat einen Durchmesser von mindestens 4,8 und höchstens 6,3 Zentimetern. Seine Farbe muss sich von der der anderen Boccia-Kugeln deutlich unterscheiden.
Falls eine Kugel oder der Pallino im Verlauf eines Spiels zerbricht, so wird die Runde abgebrochen. Die Turnierleitung ist für den Austausch zuständig.

### Boccia-Bahn
Die Oberfläche der Bahn besteht aus Gras, Erde, Lehm, Sand oder einem künstlichen Material. Sie ist 18,29 Meter lang und 3,66 Meter breit. Auf der Bahn dürfen sich keine Hindernisse für die Kugeln befinden. Diese werden von beiden Enden der Bahn gerade gerollt oder geworfen. Die beiden Mannschaften spielen die Kugeln von derselben Seite der Bahn aus, in der nächsten Runde wird gewechselt. In der Mitte der Längsseite der Bahn befindet sich die Mittellinie. Zu Beginn des Spiels muss der Pallino über diese Linie geworfen werden. Im Abstand von 3,05 Metern von der Breitkante der Bahn befindet sich jeweils die Abwurflinie bzw. Foullinie. Beim Abwurf der Kugeln darf man diese Linie nicht überschreiten. Alle Linien müssen mindestens 5 Zentimeter breit und deutlich zu sehen sein.
An allen Seiten der Bahn befinden sich Banden, die mindestens so hoch sind wie der Durchmesser einer Spielkugel. Man darf Kugeln an diese Banden spielen, damit sie dort abprallen und dann eine andere Richtung nehmen.
Auf der Bahn befinden sich drei deutlich sichtbare Linien, die jeweils 50 mm breit sind und durchgängig von der einen zur anderen Seitenbande verlaufen. Die beiden Foullinien haben 3,05 m Abstand zur hinteren bzw. vorderen Bande. Die Mittellinie markiert, wo der Pallino beim ersten Wurf mindestens zum Liegen kommen muss. Auch wenn sich die Lage des Pallinos im Lauf des Spiels immer wieder verändert, so darf er doch nie in die vordere Spielhälfte, also vor die Mittellinie, zurückrollen. Ist das doch der Fall, so führt das zum Abbruch der Runde.
Vor jedem Spiel müssen alle Plätze zur Zufriedenheit des Veranstalters geebnet werden, während des Spiels darf dies aber nicht erfolgen. Hindernisse oder Gegenstände wie Äste, Steine, Becher etc. dürfen aber im Verlauf eines Spiels entfernt werden. Wenn die Turnierleitung zu der Meinung gelangt, dass der Platz unbespielbar ist, so kann das Spiel unterbrochen werden und zu einem anderen Zeitpunkt oder auf einer anderen Bahn fortgesetzt werden.

## Regeln

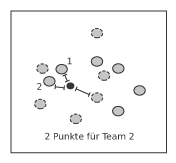
Zählweise

Jeder Athlet bzw. jedes Team hat vier Kugeln. Diese müssen die Teammitglieder auf dem Boden möglichst nah an eine kleinere Zielkugel, den Pallino, heranwerfen beziehungsweise die gegnerischen Kugeln vom Pallino wegschießen. Wenn alle Kugeln geworfen sind, bekommt der Spieler bzw. das Team Punkte für die Kugeln, die näher am Pallino liegen als die nächste Kugel des Gegners bzw. des gegnerischen Teams. Boccia wird als Einzel, Doppel und in Teams von je vier Spielern durchgeführt. Daher wird es auch als Unified Sportart angeboten.
Ein Spieler darf seine Kugel erst werfen, wenn der Pallino oder eine andere Kugel gänzlich zum Stillstand gekommen sind.
Das Los entscheidet, welches Team beginnt. Der Losgewinner wirft den Pallino. Mit höchstens drei Versuchen muss er den Pallino zwischen der Mittellinie und der gegenüberliegenden Foullinie platzieren. Nun wirft er die erste Kugel. Anschließend werfen die Gegner so lange, bis sie eine Kugel näher an den Pallino platzieren können als die Gegner; danach wechselt das Wurfrecht.
Pro Runde werden Punkte für alle Kugeln einer Mannschaft vergeben, die dem Pallino näher sind als die am besten platzierte Kugel der gegnerischen Mannschaft. Ein Spiel endet nach Erreichen einer festgelegten Punktzahl oder mit Zeitablauf.
Falls ein Athlet wegen einer medizinischen oder körperlichen Gegebenheit technische Hilfe benötigt, um die Position des Pallino zu erkennen, liegt es im Ermessen des Turnierleiters, diese zu erlauben. Beispiele für technische Hilfen für einen sehbeeinträchtigten Athleten sind eine Klingel oder ein hell gefärbter Kegel. Kegel sollen so nah wie möglich am Pallino platziert werden, normalerweise dahinter. Sobald der Athlet die Kugel losgelassen hat, wird der Kegel entfernt. Klingeln sollen so platziert werden, dass sie über dem Pallino klingeln.
Spezielle Wurfformen beim Boccia sind das Hitting oder Shooting (die Kugel wird mit so viel Schwung geworfen, dass sie die hintere Bande berühren würde, wenn sie ihr Ziel verfehlte), Abpraller oder Rebound (die Kugel wird bewusst gegen die seitliche oder die hintere Bande gespielt wird, um sie zu einem bestimmten Punkt zu bringen) und Pointing (die Kugel soll nahe an den Pallino herangeworfen werden).

## Klassifizierung
Um eine möglichst gerechte Einteilung der Athleten in Wettbewerbsklassen zu ermöglichen, wird empfohlen, drei angepasste Durchläufe vor Beginn der eigentlichen Wettbewerbe zu veranstalten und als Basis für die Klassifizierung zu verwenden. Dabei sollte der Athlet die Bahnenden wechseln und die folgenden Spielsituationen durchspielen, ohne die Foullinie zu übertreten:
Der Schiedsrichter legt den Pallino auf die Mittellinie (9,15 m) und der Athlet spielt 8 Kugeln. Danach positioniert der Schiedsrichter den Pallino bei 12,20 m. Zum Schluss legt der Schiedsrichter den Pallino auf die gegenüberliegende Foullinie (15,24 m). Nach jedem der drei Durchläufe werden die Abstände der drei besten Kugeln zum Pallino in cm gemessen und notiert. Gemessen wird von der Kugelmitte des Pallino bis zur Kugelmitte einer Kugel. Die Summe der neun Messungen bildet den Klassifzierungswert des Athleten. Beim Doppel und Mannschaftsspiel bildet die Summe der Messungen den Klassifizierungswert. Wenn der Pallino von seinem Punkt bei 9,15 m, 12,20 m bzw. 15,24 m wegrollt, so muss er wieder dorthin zurückgelegt werden, bevor die nächste Kugel geworfen wird oder entsprechende Messungen stattfinden.

## Spieler

Special Olympics Athleten bei der Übergabe einer Bocciakugel, 2010

Vor Spielbeginn bestimmen die Mannschaften je einen Teamkapitän und teilen dem Veranstalter seinen Namen mit. Während eines Spiels kann diese Position nicht anders besetzt werden, wohl aber für ein anderes Spiel desselben Turniers, wenn man das den Verantwortlichen meldet.
Die Reihenfolge, in der die Spieler werfen wollen, wird von der Mannschaft festgelegt. Allerdings darf kein Spieler öfter werfen, als ihm Kugeln pro Runde zustehen.

### Spielerwechsel
Pro Mannschaft und Spiel darf nur ein Spieler gegen einen beliebigen Spieler der Mannschaft ausgetauscht werden. Der Klassifizierungswert des eingewechselten Spielers sollte gleich groß oder geringer sein als der Wert des auszuwechselnden Spielers.
Noch vor Spielbeginn muss das Schiedsgericht über den Austausch informiert werden, sonst gilt das Spiel für die betreffende Mannschaft als verloren. Ausnahmen bestehen bei medizinischen oder ähnlich gelagerten Notfällen, in denen ein Austausch notwendig wird. Dieser darf nur am Ende einer Runde erfolgen; sollte das nicht möglich sein, so wird die Runde abgebrochen.
Während ein Spieler in einem Turnier als eingewechselter Spieler benannt wurde, darf er in dieser Zeit in keiner anderen Mannschaft spielen. Der Ersatzspieler muss bis zum Ende des Spiels mitspielen.
Wenn eine Mannschaft mit einer geringeren Spielerzahl als vorgeschrieben antritt, so gilt das Spiel als verloren.

### Auszeit
Der Schiedsrichter kann eine Auszeit anordnen, wenn die Begründung hierfür gerechtfertigt erscheint. Auszeiten betragen maximal zehn Minuten.

### Absichtliche Spielverzögerung
Der Schiedsrichter muss eine Verwarnung aussprechen, wenn er zu der Überzeugung kommt, dass das Spiel unberechtigterweise oder ohne Grund länger als 30 Sekunden verzögert wird. Wenn das Spiel danach nicht sogleich fortgeführt wird, so gilt das Spiel für die verzögernde Mannschaft als verloren.
Wenn ein Spiel wegen Unruhen, Wetter, höherer Gewalt oder anderer nicht vorhersehbarer Situationen unterbrochen wird, liegt die endgültige Entscheidungen bei den Turnier- oder Wettbewerbsverantwortlichen.
Wer an der Reihe ist, läuft außen an der Bahn entlang zum Abwurfpunkt. Will man die Positionen der Kugeln genauer anschauen, so tut man das ebenfalls von außerhalb der Bahn aus.

## Strafen
Wenn der Schiedsrichter einen Regelverstoß feststellt, informiert er die Kapitäne beider Mannschaften über die Strafe. Die Mannschaft, gegen die ein Foul begangen wurde, hat dann die Möglichkeit, die Lage der Kugel(n) anzuerkennen, das Spiel fortzusetzen und damit die vom Schiedsrichter angesetzte Strafe abzulehnen.
Innerhalb von 15 Minuten nach Ende eines Spiels kann ein Coach einen Protest gegen eine Entscheidung eines Schiedsrichters einlegen, andernfalls gilt die Entscheidung als akzeptiert.
Wenn eine Mannschaft nicht rechtzeitig zu einem Spiel erschienen ist oder gegen eine der folgenden Regeln verstoßen hat, ist kein offizieller Protest zulässig:
Unterschieden werden folgende Regelverstöße:

### Übertreten der Foullinie
Während des Werfens darf die Foullinie mit keinem Teil des Fußes und auch nicht mit technischen Hilfsmitteln eines Athleten wie Krücke, Rollstuhl oder Gehhilfe betreten werden, bis die Kugel den Boden erreicht hat. Verstöße gegen diese Regel muss der Schiedsrichter als Foul bestrafen; Die entsprechende Kugel wird nicht gewertet und aus dem Spiel genommen. Wenn die betreffende Kugel die Lage der anderen Kugeln einschließlich des Pallinos verändert hat, so legt der Schiedsrichter diese möglichst genau auf den ursprünglichen Lagepunkt zurück. Dann wird das Spiel fortgesetzt.
Bei Special Olympics Deutschland Veranstaltungen gilt folgende Sonderregel: Jede Mannschaft darf maximal eine offizielle Verwarnung bekommen, auf die keine Strafe folgt. Beim zweiten Verstoß gegen die Regel, die Foullinie nicht zu übertreten kann entweder die gegnerische Mannschaft auf die Strafe für das andere Team verzichten und das Spiel fortsetzen oder aber der Schiedsrichter beendet die Runde. In diesem Fall werden der gegnerischen Mannschaft die auf der Bahn festgehaltenen Punkte zugesprochen, während die Mannschaft, die die Regel übertreten hat, in dieser Runde keine Punkte bekommt.

### Kugel oder Pallino in Bewegung
Erst wenn die gespielte Kugel oder der Pallino zur Ruhe gekommen ist, ruft der Schiedsrichter zum Weiterspielen auf. Falls aber ein Spieler vorzeitig seine Kugel wirft, so sollte der Schiedsrichter versuchen, diese zum Stillstand zu bringen, bevor sie andere Kugeln trifft. Falls dies misslingt, wird die Kugel aus der Bahn genommen. Wenn bereits andere Kugeln berührt oder die Position des Pallino verändert wurde, so bringt der Schiedsrichter diese so nah wie möglich an die Ausgangsposition, und das Spiel geht weiter.

### Spieler spielt während eines Doppels oder eines Mannschaftswettbewerbs mehr Kugeln als erlaubt
Wenn im Doppel ein Spieler mehr als zwei Kugeln wirft oder im Mannschaftswettbewerb mehr als eine Kugel, so nimmt der Schiedsrichter sie aus dem Spiel und wertet sie nicht. Wenn sie bereits andere Kugeln berührt oder den Pallino bewegt hat, so bringt der Schiedsrichter diese möglichst wieder in die Ausgangsposition. Im Doppel wird diese dritte Kugel nicht gewertet und der Partner hat nur noch eine Kugel zur Verfügung. Beim Mannschaftswettbewerb liegt die Entscheidung, wer die noch übrigen Kugeln wirft, bei den verbleibenden Spielern des Teams.

### Regelwidrige Veränderung der Lage einer Kugel der eigenen Mannschaft
Wenn ein Spieler die Lage einer oder mehrerer Kugeln seines Teams verändert, werden diese Kugeln aus der Bahn entfernt und nicht gewertet. Danach wird das Spiel weitergeführt.

### Regelwidrige Veränderungen der Lage einer Kugel der gegnerischen Mannschaft
Falls ein Spieler die Position einer oder mehrerer Kugeln der gegnerischen Mannschaft verändert, bevor alle Kugeln ausgespielt sind, so bringt der Schiedsrichter die bewegten Kugeln möglichst wieder in die Ausgangslage, und das Spiel wird fortgesetzt. Sind jedoch schon alle acht Kugeln gespielt, so erhält das gegnerische Team für jede der fälschlicherweise gespielten Kugeln einen Punkt.

### Regelwidrige Veränderung der Lage des Pallinos durch einen Spieler
Wenn die Position des Pallinos durch einen Spieler verändert wurde, so bekommt das gegnerische Team für jede Kugel, die vor der Veränderung einen Punkt eingebracht hätte, und für jede umstrittene Kugel einen Punkt. Umstritten sind die Kugeln, die so nah am Pallino liegen, dass man eine genaue Messung braucht, um sagen zu können, ob für die Kugel ein Punkt zu geben ist oder nicht. Alle noch nicht gespielten Kugeln der gegnerischen Mannschaft werden ebenfalls mit einem Punkt angesetzt. Wenn die Mannschaft, die durch das Foul geschädigt wurde, auf diese Weise keine Punkte erhalten würde, so wird die Runde vom Spielleiter abgebrochen und noch einmal von vorne begonnen.

### Unbeabsichtigte oder vorzeitige Veränderung der Lage einer Kugel oder des Pallinos durch den Schiedsrichter
Wenn noch nicht alle Kugeln gespielt sind und der Schiedsrichter die Lage des Pallinos oder einer Kugel, die bereits auf der Bahn ist, verändert, so bricht man die Runde ab und beginnt von vorne.
Wenn in solch einem Fall schon alle Kugeln gespielt sind, so werden die Punkte vergeben, wenn der Schiedsrichter die Lage der Kugeln als eindeutig einschätzt. Kann er aber die vorherige Position der Kugeln nicht mehr rekonstruieren, so wird die Runde nicht gewertet und noch einmal von vorne begonnen.

### Beeinflussung einer Kugel in Bewegung

#### Durch die eigene Mannschaft
Wenn ein Spieler die Bahn einer Kugel seines Teams verändert, während diese sich in Bewegung befindet, so wird diese nicht gewertet und von der Bahn genommen. Nach dem Aussprechen des Fouls kann der Schiedsrichter diese Kugel aufhalten, bevor andere Kugeln getroffen werden. Schlägt diese fehl, so nimmt man die Kugel von der Bahn, wenn sie zum Stillstand gekommen ist. Hat sie aber bereits andere Kugeln berührt oder den Pallino aus seiner Lage gestoßen, so legt der Schiedsrichter die Kugeln bzw. den Pallino möglichst genau in die Ursprungsposition zurück. Das Spiel geht weiter.

#### Durch die gegnerische Mannschaft
Wenn ein Spieler die Bahn einer Kugel des gegnerischen Teams, die sich in Bewegung befindet, verändert, so hat die gegnerische Mannschaft die Wahl: Sie kann die ganze Runde für ungültig erklären lassen, den Wurf wiederholen oder aber auf eine Strafe verzichten, die nun bestehende Position der Kugeln anerkennen und das Spiel fortsetzen.

#### Ohne Veränderung der Lage
Falls ein Tier, ein Gegenstand oder ein Zuschauer die Bahn einer Kugel verändert, ohne dass weitere im Spiel befindliche Kugeln berührt werden, so wiederholt derselbe Spieler seinen Wurf.

#### Mit Veränderungen der Lage
Wenn ein Zuschauer, ein Gegenstand oder ein Tier die Bahn einer Kugel verändert, so wird die Runde abgebrochen.

#### Sonstige Veränderungen
Abgebrochen wird eine Runde auch bei allen anderen Veränderungen der Lage des Pallinos oder der Kugel jeder Mannschaft, die dem Pallino jeweils am nächsten liegt. Wenn andere Kugeln als diese drei berührt werden, so dürfen die beiden Mannschaftskapitäne oder der Schiedsrichter diese so genau wie möglich auf die ursprüngliche Position zurücklegen. Solche Situationen ergeben sich beispielsweise bei einem ungültigen Wurf aus einer anderen Bahn, durch Gegenstände, die nicht zum Spiel gehören, oder durch Tiere oder Zuschauer, die die Bahn betreten und die Lage der gespielten Kugeln verändern.

### Wurf einer Kugel mit falscher Farbe
Falls jemand eine Kugel ausspielt, die nicht zu seiner Farbe bzw. seiner Mannschaft gehört, so darf man diese Kugeln nicht aufhalten. Man muss sie zum Stillstand kommen lassen und dann gegen eine Kugel mit der richtigen Farbe austauschen.
Wenn in solch einem Fall die Kugel nicht ausgetauscht werden kann, ohne dass man damit die Position einer anderen Kugel auf der Bahn verändert, so bricht man das Spiel ab und beginnt von derselben Seite von vorne.
Bei Special Olympics Deutschland Veranstaltungen gilt folgende Sonderregel: Wenn ein Athlet eine Kugel mit der falschen Farbe spielt und diese im Anschluss vom Schiedsrichter nicht mehr identifiziert werden kann, so wird die Runde abgebrochen. Es werden für diese Runde keine Punkte vergeben.

### Falsche Wurfabfolge
Falls ein Team den Pallino und die erste Kugel wirft, obwohl es gar nicht an der Reihe ist, so holt der Schiedsrichter beides zurück, und die Runde wird von derselben Seite neu begonnen.
Wenn jemand seine Kugel wirft, obwohl eine Kugel seiner eigenen Mannschaft dem Pallino am nächsten liegt und die Gegner noch nicht alle Kugeln ausgespielt haben, versucht der Schiedsrichter, die gespielte Kugel zum Stillstand zu bringen, bevor sie andere Kugeln erreicht. Wenn dies fehlschlägt, so wird die Kugel von der Bahn genommen, sobald die Kugel zur Ruhe gekommen ist. Hat die Kugel schon andere Kugeln berührt oder den Pallino aus seiner Position gestoßen, so setzt der Schiedsrichter die Kugeln bzw. den Pallino möglichst wieder in die Ursprungslage. Dann geht das Spiel weiter.

## Wettbewerbsformen

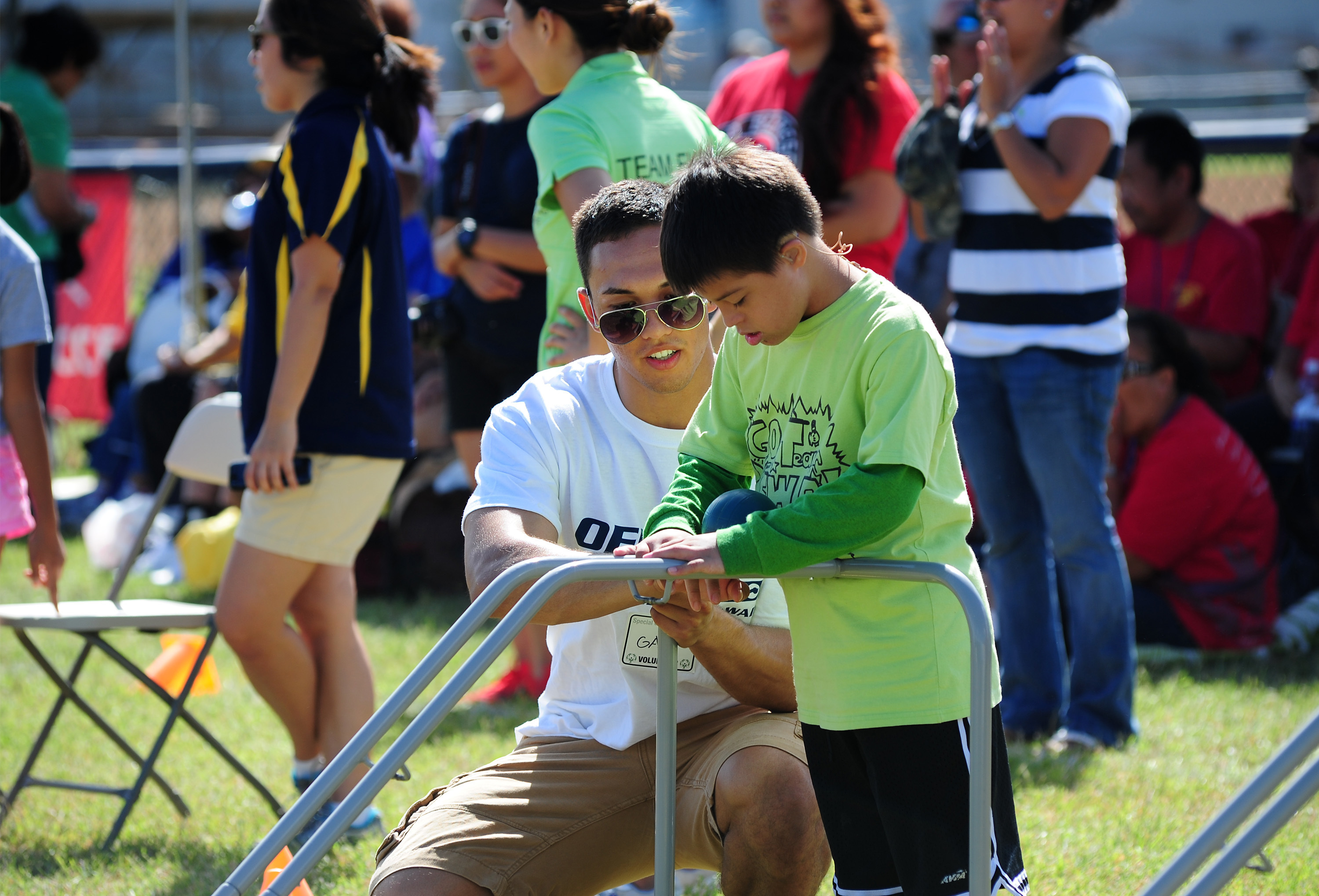
Unterstützung für einen jungen Boccia-Athleten bei einem Wettkampf von Special Olympics in Pearl Harbour, USA, 2014

Special Olympics Boccia kann gespielt werden als
- Einzel (ein Spieler pro Team)
- Doppel (zwei Spieler pro Team)
- Mannschaftswettbewerb (vier Spieler pro Team)
- Unified Boccia / Doppel (ein Athlet und ein nicht geistig beeinträchtigter Partner in einem Team)
- Unified Boccia / Mannschaft (zwei Athleten und zwei Partner pro Team) und
- Einzel mit Rampe oder anderen Hilfsmitteln (ein Spieler pro Team benutzt ein Hilfsmittel) gespielt werden.[3] Diese Wettkampfform kommt zum Einsatz, wenn ein Athlet körperlich nicht in der Lage ist, die Kugel mit seinen Händen ins Spiel zu bringen. Es können dann mit Genehmigung der Turnierleitung Rampen und andere Hilfsmittel verwendet werden, jedoch dürfen diese die Kugel nicht antreiben. Athleten, die ein Hilfsmittel benutzen, können in einer gesonderten Leistungsgruppe gegeneinander antreten. Man kann jedoch auch mit einem Hilfsmittel an einem Einzel-, Doppel- oder Mannschaftswettbewerb teilnehmen; für diese Athleten gelten die allgemeinen Wettbewerbsvorschriften.[3]

## Schiedsrichter
Schiedsrichter müssen nicht nur mit den Spielregeln vertraut sein, sondern auch unparteiisch und unabhängig vom Spielstand ihre Entscheidungen treffen. Sie dürfen keine Informationen weitergeben, die einer Mannschaft einen Vorteil gegenüber der anderen gewähren könnte.
Mitglieder eines Teams oder ein gemeldeter Ersatzspieler dürfen in einem Spiel, in dem ihr eigenes Team antritt, nicht die Rolle des Schiedsrichters übernehmen. Vor Beginn eines Spiels kann jedes Team Einspruch gegen einen zugeteilten Schiedsrichter erheben. Darüber entscheidet die Turnierleitung. Wenn beide Mannschaften der Turnierleitung stichhaltige Begründungen für einen Schiedsrichteraustausch liefern, so kann ein Schiedsrichter im Verlauf eines Spiels gewechselt werden. Für solch einen Wechsel ist immer die Billigung der beiden Mannschaftskapitäne und der Turnierleitung erforderlich.

## Boccia bei Special Olympics World Games
Boccia ist seit 1991 bei Special Olympics World Games vertreten.
Zu den Special Olympics Sommerspielen 2023 wurden 262 Boccia-Athleten und 62 Unified-Partner erwartet. Boccia fand auf dem Gelände der Messe Berlin in der Halle 1.2 statt. Es wurden die Disziplinen Einzel, Doppel, Team (4 Personen), Unified Doppel und Unified Team (4 Personen) angeboten.